# شین جی سو
شین جی سو (کره‌ای: 신지수؛ زادهٔ ۲۸ اکتبر ۱۹۸۵) بازیگر اهل کره جنوبی است. او حرفهٔ سرگرمی خود را به عنوان بازیگر کودک آغاز کرد و در مجموعه‌های تلویزیونی همچون فضیلت (۲۰۰۰) و شاهدخت مشهور (۲۰۰۶) و فیلم قهرمان (۲۰۱۳) ایفای نقش کرده‌است. شین علاوه بر بازیگری، عضو گروه دخترانه کی-پاپ سه نفره به نام D.Heaven بوده‌است.